# Posebni rezervat prirode Malostonski zaljev i Malo more
Malostonski zaljev je posebni rezervat prirode u moru. Nalazi se u Hrvatskoj. Registarski broj je 343, naziv po rješenju je "Malostonski zaljev i malo more", a Upisnik MZOIP je "Malostonski zaljev". Zaštićenim područjem upravlja Javna ustanova za upravljanje zaštićenim dijelovima prirode Dubrovačko-neretvanske županije.
Školjkaše se u njemu uzgaja još od starog vijeka. Godine 1983. proglašen je posebnim rezervatom prirode u moru. Razlog je odnosno velika proizvodnost i važnost za uzgoj školjkaša. Zaljev se nalazi na završetku Neretvanskoga kanala. Dužine je 28 km. Najširi dio zaljeva je širok 6,1 km, a nadmorske visine obale su od 0 do 400 m. Zaljev je vrlo razvedene obale i u unutarnjem i u vanjskom dijelu. Zbog toga je obalna crta duga oko 100 km. U najdubljem dijelu dubok je 29 m, ali više od 80 posto zaljeva je duboko između 20 i 29 m.
Istraživanja izvršena u Malostonskom zaljevu pokazala su kompleksnost i složenost problematike u ovog plitkog i zatvorenog zaljeva zaštićenog od dinamizma mora. Zbog toga u njemu vladaju specifični ekološki čimbenici koji su se odrazili na živi svijet. Utjecaj nije toliko po sastavu, koliko kvantitativna dominacija, prije svega se odnosi na neke jestive školjkaše, među kojima je i kamenica. Istraživanja su pokazala da kretanja ličinka kamenice u Malostonskom zaljevu od Otoka života prema mjestu Dubi, povoljno za polaganje snopića za njihov prihvat.